# Afromygale rukanga
Espèce
Afromygale rukanga est une espèce d'araignées mygalomorphes de la famille des Pycnothelidae.

## Distribution
Cette espèce est endémique du comté de Taita-Taveta au Kenya. Elle se rencontre vers Rukanga.

## Description
Le mâle holotype mesure 16,75 mm.

## Étymologie
Son nom d'espèce lui a été donné en référence au lieu de sa découverte, Rukanga.

## Publication originale
- Zonstein, 2020 : « On Afromygale, a new mygalomorph spider genus from East Africa (Araneae: Pycnothelidae). » Israel Journal of Entomology, vol. 50, no 1, p. 131-146.